# Янсон, Зельмар
Зельмар Янсон (нем. Selmar Janson; 27 мая 1881 — 19 ноября 1960) — американский музыкальный педагог германского происхождения.
Родился в Восточной Пруссии. Дебютировал в Берлине в восьмилетнем возрасте. Учился в Германии у Салли Либлинг, Эжена д’Альбера, Ксавера Шарвенки, Филиппа Рюфера. Как пианист совершил ряд гастрольных туров по Европе — впрочем, удостоившись довольно иронического отзыва Рудольфа Брайтхаупта.
В 1908 году обосновался в США, первоначально как директор музыкальной школы в Уичито. В 1911 г. перебрался в Питтсбург, где на протяжении многих лет был профессором музыки в Технологическом институте Карнеги. Наиболее значительным его учеником был Эрл Уайлд, унаследовавший у Янсона интерес к музыке его учителя Шарвенки. Кроме того, среди учеников Янсона Луис Краудер, Аннетта Руссель-Пеш и др. У Янсона также должен был учиться юный Байрон Дженис, однако мать мальчика в последний момент предпочла отвезти его в Нью-Йорк к Адели Маркус. Помимо педагогической работы, продолжал выступать в Питтсбурге как ансамблист, преимущественно в составе фортепианного Трио имени Брамса с Ралфом Левандо и Джозефом Дердейном.